# Börje Knös
Börje Anders Olof Knös (n. 5 martie 1883, Uppsala – d. 25 februarie 1970, Stockholm) a fost un funcționar public și scriitor suedez, traducător din limba greacă. Printre autorii pe care i-a tradus se află Giōrgos Theotokas, Konstantinos Kavafis, Giorgos Seferis și Nikos Kazantzakis. El a fost nepotul lui Anders Eric Knös.

## Biografie
Knös a obținut titlul de doctor în filosofie la Universitatea din Uppsala în anul 1908, lucrând apoi ca funcționar la Ministerul Educației din 1910, prim secretar din 1917, director adjunct din 1923 și secretar de stat în 1931. El a îndeplinit funcția de secretar în numeroase comisii, în special cu privire la aspecte de predare și la calcularea salariilor, și a fost funcționar public și secretar (1914-1928) al Comitetului de Stat.

## Premii și distincții
- 1954 – Premiul pentru traducere al Academiei Suedeze